# تپه کاریز گوسفند
تپه کاریز گوسفند مربوط به اوایل دوران‌های تاریخی پس از اسلام است و در شهرستان تایباد، بخش باخزر، دهستان باخزر، ۱ کیلومتری روستای نوبهار کردیان واقع شده و این اثر در تاریخ ۲۶ دی ۱۳۸۶ با شمارهٔ ثبت ۲۰۵۸۴ به‌عنوان یکی از آثار ملی ایران به ثبت رسیده است.